# Công tước xứ Bedford
Công tước xứ Bedford (tiếng Anh: Duke of Bedford) là tước hiệu đã được tạo ra 6 lần (cho 5 nhân vật khác nhau) thuộc Đẳng cấp quý tộc Anh. Tước vị được tao ra lần đầu tiên và lần thứ hai vào năm 1414 và 1433, trao cho con trai thứ 3 của Vua Henry IV là Vương tử John, người sau này giữ chức nhiếp chính của Pháp. Ông được phong làm Bá tước xứ Kendal cùng lúc và được phong làm Bá tước xứ Richmond vào cuối năm đó. Các tước hiệu đã bị bãi bỏ sau cái chết của ông vào năm 1435.
Tước hiệu lần thứ 3 được tạo ra vào năm 1470 để trao cho George Neville, cháu trai của Warwick the Kingmaker. Ông đã bị tước danh hiệu bởi Đạo luật của Nghị viện vào năm 1478.
Tước hiệu được tạo ra lần thứ 4 vào năm 1478 để trao cho Vương tử George, con trai thứ 3 của Vua Edward IV, nhưng hoàng tử đã qua đời khi mới hai tuổi.
Tước hiệu được tạo ra lần thứ 5 vào năm 1485 để trao cho Jasper Tudor, anh trai cùng mẹ khác cha của Vua Henry VI và chú của Vua Henry VII. Ông đã được trao thêm tước hiệu Bá tước xứ Pembroke vào năm 1452. Tuy nhiên, vì ông là một người Nhà Lancaster, nên danh hiệu của ông đã bị tước bỏ từ năm 1461 đến năm 1485 trong thời kỳ chiếm ưu thế của Nhà York. Ông giành lại ngôi vị bá tước vào năm 1485 khi cháu trai của ông là Henry VII của Anh lên ngôi và được nâng lên làm công tước cùng năm. Ông không có con cái hợp pháp và các tước vị đã bị bãi bỏ sau khi ông qua đời vào năm 1495.
Gia tộc Russell hiện đang giữ các tước vị Bá tước và Công tước xứ Bedford. John Russell, một cố vấn thân cận của Vua Henry VIII và Vua Edward VI, được phong tước hiệu Bá tước xứ Bedford vào năm 1551, và hậu duệ của ông là William, Bá tước thứ 5, được phong làm Công tước vào năm 1694, sau cuộc Cách mạng Vinh quang.
Các tước vị phụ của Công tước Bedford, tất cả đều thuộc Đẳng cấp quý tộc Anh, bao gồm: Hầu tước xứ Tavistock (tạo ra năm 1694), Bá tước xứ Bedford (1550), Nam tước Russell, xứ Cheneys (1539), Nam tước Russell xứ Thornhaugh ở hạt Northampton (1603), và Nam tước xứ Howland, của Streatham ở hạt Surrey (1695) (và có thể là Nam tước xứ Bedford, được hợp nhất vào năm 1138, 1366 hoặc 1414). Danh hiệu lịch sự của con trai cả và người thừa kế của Công tước Bedford là Hầu tước xứ Tavistock.
Các Công tước kể từ Công tước thứ 5 trở đi đều là hậu duệ của Vua Charles II của Anh. Nơi ở của gia tộc công tước là Tu viện Woburn, Bedfordshire. Lăng mộ và nhà nguyện riêng của Gia đình Russell và Công tước Bedford nằm tại Nhà thờ Thánh Michael ở Chenies, Buckinghamshire. Gia đình sở hữu Bedford Estate ở trung tâm London.